# 의정 (승려)

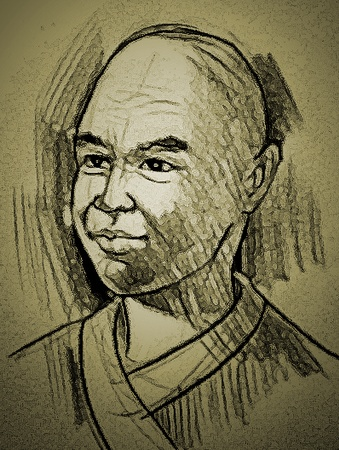
의정

의정(義淨, 635~713)은 중국 당나라의 고승으로 범어로 된 불경을 가져와 번역하였다.

## 인물
속세의 성은 장(張)씨이며, 자는 문명(文明). 하북 제주(현재의 산동성 제남시) 사람이다. 어려서 출가하여 15세 때인 649년(정관 23년)에 서역행을 떠났다.
671년(함형 2년) 37세 때 바닷길로 번우현(현재의 광저우)를 떠나 수마트라·팔렘방 등을 거쳐 탐나립티국(耽羅立底)에 도달하여 범어와 성론(聲論)을 배웠다. 법현과 현장의 행적을 흠모하여 범어 불경 등을 얻고, 귀로에도 바닷길로 말레이, 인도네시아(수마트라에 있던 스리위자야 제국의 중심 도시 팔렘방 등)를 거쳐 695년 귀국했다. 695년 귀국하였다. 남해(南海) 제국과 인도에 체재하여 얻은 견문을 살려 불교의 상황, 승니(僧尼)의 생활, 일반 풍토생활 등을 상세히 기록하였다.
측천무후로부터 삼장(三藏)의 호를 하사받았고, 불경을 번역하는데 전념했다. 『남해기귀내법전(南海寄歸內法傳)』, 『대당서역구법고승전(大唐西域求法高僧傳)』은 당시의 인도 및 동남아시아 등지의 사정이 상세하여 문화교류사상 귀중한 자료이다.
713년(선천 2년), 79세로 사망했다.

## 같이 보기
- 법현
- 중국의 불교
- 현장
- 비크라마쉴라
- 혜초
- 대당서역기
- 왕오천축국전